# Chiesa di San Francesco d'Assisi ad Acilia
La chiesa di San Francesco d'Assisi ad Acilia è un luogo di culto cattolico di Roma situato in Largo Cesidio da Fossa, nella zona Acilia Nord.

## Storia
La prima comunità di fedeli è nata insieme al Villaggio San Francesco, un complesso di case poco distanti dalla frazione di Acilia per offrire abitazione alle famiglie che ne erano rimaste sprovviste dopo il bombardamento di Roma del 19 luglio 1943. Il terreno è stato ceduto gratuitamente dal Comune di Roma, su iniziativa dell'UNRRA-CASAS, ente edilizio per la ricostruzione di case a favore dei senzatetto; la delegazione italiana di questo ente era guidata dal deputato Lodovico Montini, fratello di mons. Giovanni Battista Montini, sostituto per gli Affari Generali della Segreteria di Stato e futuro papa Paolo VI. È stato proprio quest'ultimo a farsi promotore della raccolta di fondi, ottenuti da un comitato di cittadini della borghesia romana e grazie ad una ingente donazione da parte di papa Pio XII. Il villaggio è stato inaugurato il 30 marzo 1950.
Il 16 ottobre 1954, con il decreto Pontifice Maximo, il cardinale Clemente Micara, Vicario generale di Sua Santità per la diocesi di Roma, ha eretto la parrocchia affidandola alla cura dell'Ordine dei frati minori. Il riconoscimento agli effetti civili è stato decretato il 27 marzo 1960.
La parrocchia ha ricevuto la visita di papa Giovanni Paolo II domenica 28 aprile 1985. Durante l'omelia il Santo Padre ha affrontato l'episodio della Pericope del Buon Pastore (Gv 10, 1-21), soffermandosi sulla tradizione e sul significato del sacrificio compiuto da Gesù per redimere l'umanità, il gregge, esortando a seguirne l'esempio; ha richiamato anche la figura di San Francesco d'Assisi, patrono della parrocchia, che rinunciò a tutti i suoi beni per vivere in povertà evangelica. Al termine della celebrazione ha rivolto un saluto a tutti i fedeli rivolgendosi ai bambini, al Movimento Cristiano Lavoratori, alle religiose, ai catechisti, al Consiglio pastorale ed in particolare ai giovani.
Nel 1988 la cura della parrocchia è stata affidata al clero secolare della diocesi di Roma.
Con il decreto del 9 luglio 1993, il cardinal vicario Camillo Ruini ha determinato i nuovi confini della parrocchia: Via dei Romagnoli – Via Fantosati – Via di Dragoncello – Via Giuseppe Beduschi – Via delle Alghe – Via M. da Civezza – Via dei Monti di San Paolo.
Dal 21 febbraio 2001 sulla chiesa insiste il titolo cardinalizio di San Francesco d'Assisi, istituito da papa Giovanni Paolo II durante il concistoro del giorno medesimo.
Il 15 giugno 2009 si è svolta una cerimonia per commemorare il 60º anniversario di fondazione del Villaggio San Francesco, con la scoperta di una targa ed un ringraziamento a nome del sindaco Gianni Alemanno.
Il 17 febbraio 2013 il cardinal vicario Agostino Vallini ha inaugurato il nuovo centro Buon Samaritano per la cura di indigenti ed anziani, con la possibilità di un supporto psicologico ed un aiuto specifico per i problemi di alcol e droga; inoltre la parrocchia ha come luoghi sussidiari di culto la Cappella delle Suore cappuccine dell'Immacolata di Lourdes e la Cappelle delle Suore battistine dell'Istituto Alfonso Maria Fusco.

## Descrizione
La chiesa è stata progettata dall'ingegnere Vincenzo Passarelli e realizzata tra il 1953 ed il 1954. Il disegno della facciata è arricchito da una finestra di forma ottagonale, che sovrasta una pensilina tripartita poggiante su due maschi portanti. L'impianto planimetrico è di tipo basilicale con transetto, mentre la struttura è in calcestruzzo armato. La parete di fondo, alle spalle dell'altare, è decorata con motivo di mattoni disposti a losanga e si eleva al di sopra della copertura a formare il campanile.
La proprietà immobiliare appartiene alla Pontificia Opera per la Preservazione della Fede e la provvista di nuove Chiese in Roma.